# Castello di Corano
Il castello di Corano è una fortificazione situata nell'omonima frazione del comune italiano di Borgonovo Val Tidone, in provincia di Piacenza. Il castello è situato in posizione dominante sul crinale sinistro della val Tidone.

## Storia
Il periodo di costruzione del castello è ignoto; le prime notizie certe su di esso riguardano la sua distruzione, intorno alla metà del XII secolo, ad opera delle truppe al servizio di Federico Barbarossa. Successivamente, nel 1241, la guarnigione guelfa che difendeva il forte venne sconfitta da parte delle forze di re Enzio, le quali procedettero anche a smantellare la cinta muraria che circondava l'edificio.
Nel 1372, nell'ambito del conflitto tra Galeazzo II Visconti e Amedeo VI di Savoia, le truppe pontificie, schierate a favore del Savoia, si impadronirono del castello, così come di altre fortificazioni valtidonesi; l'occupazione fu però di breve durata in quanto le forze viscontee rioccuparono già l'anno successivo tutto il territorio della val Tidone. Il 16 maggio 1417 il castello fu dato alle fiamme ad opera di Francesco Bussone, condottiero che era stato inviato in val Tidone dal duca di Milano per combattere la famiglia Arcelli.
Nel 1438 Lazzaro Radini Tedeschi ottenne da parte del duca di Milano Filippo Maria Visconti l'investitura su Corano e Vairasco, nonché il titolo comitale. Il castello venne poi riedificato e potenziato nel 1453, sfruttando il lavoro di forze locali. I diritti della famiglia Radini Tedeschi su Corano furono in seguito confermati anche dagli Sforza e il castello rimase in loro possesso fino all'estinzione del ramo famigliare, avvenuta alla morte del conte Daniele, il quale nominò suoi eredi, con il beneplacito del re di Francia Francesco I, all'epoca signore di Milano, Giovanni e Alessandro Anguissola, figli della sorella di Daniele, Angela; nella divisione dei beni tra i due il castello di Corano toccò a Giovanni. Dopo essere stato costretto alla fuga da Piacenza in seguito al ruolo di primo piano avuto nella congiura che portò all'uccisione del duca di Parma e Piacenza Pier Luigi Farnese, Giovanni Anguissola nominò suo erede il nipote Giulio, i cui eredi mantennero il titolo comitale e il possesso del castello fino ai primi dell'Ottocento.

## Struttura

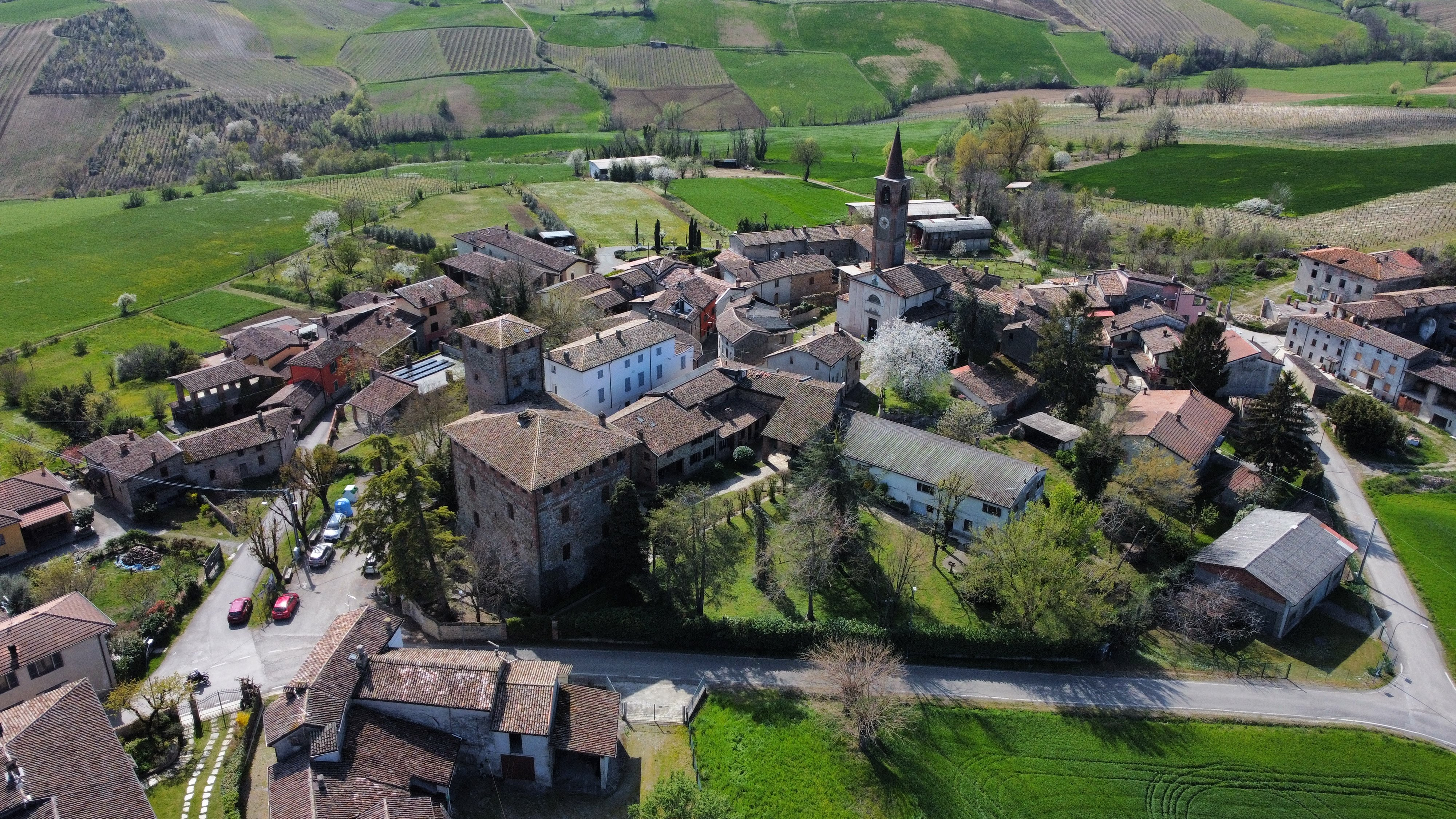
Veduta aerea di Corano con, in primo piano, la torre del castello

L'edificio, di piccole dimensioni e costituito da un unico corpo di fabbrica, caratteristica particolarmente rara per il territorio della provincia di Piacenza, è costruito in laterizio con basamento in pietra: la differenza tra i due materiali non implica probabilmente, una costruzione in fasi diverse, ma potrebbe dipendere, come ipotizzato da Carlo Perogalli, da considerazioni in merito all'equilibrio statico del complesso oppure alla messa in opera degli elementi utilizzati per la costruzione.
Ha pianta trapezoidale con una sola torre quadrangolare addossata al lato corto e con base molto scarpata, sulla quale sono visibili elementi dello scomparso ponte levatoio. L'edificio era originariamente sormontato da una merlatura che rimane, pur murata, a sostegno della copertura del tetto. La porzione più alta della torre e del corpo principale è caratterizzata da una decorazione con mattoni posti a dente di sega, tipico elemento architettonico trecentesco di area padana.
Alcuni ambienti interni presentano affreschi opera di Luigi Arrigoni, uno tra i massimi esponenti della pittura piacentina dell'inizio del Novecento, che scelse il castello come sede del proprio studio nei primi anni di lavoro.